# Прощай, самец
«Прощай, самец» (итал. Ciao maschio) — кинодрама режиссёра Марко Феррери, вышедший в 1977 году. Фильм завоевал приз на Каннском фестивале.

## Сюжет
Жерар Лафайет живёт в Нью-Йорке. Он обитает в заброшенном подвале, кишащем огромными крысами. Жерар рабочий сцены в театре балета, в труппе которого играют одни женщины. В театре феминисток готовится постановка, в центре сюжета которой — изнасилование. Сами исполнительницы в жизни не имели подобного опыта, но женщины решают, что для правдоподобности попробовать совершенно необходимо. Тогда решают изнасиловать Жерара. После унизительной процедуры одна из артисток Анжелика начинает чувствовать влечение к Жерару и между ними возникает любовная связь.
Жерар и его друг Луиджи гуляют вдоль набережной Гудзона и натыкаются на гигантское чучело Кинг-Конга. Возле него Луиджи находит маленькую обезьянку и дарит её Жерару. Он привязывается к существу настолько, что теряет интерес к Анжелике, которая ждёт от него ребёнка…

## В ролях
- Жерар Депардьё — Жерар Лафайетт
- Марчелло Мастроянни — Луиджи Ночелло
- Джеймс Коко — Андреас Флаксман
- Джеральдин Фицджеральд — миссис Толанд
- Эбигейл Клейтон — Анджелика
- Мимзи Фармер — актриса-феминистка

## Награды
- Гран-при жюри на Каннском фестивале 1978 года.